# Đuro Šnajder
Đuro Šnajder (Nuštar, 1919. – Zagreb, 1993.), bio je hrvatski književnik.
Rodio se 1919. u Nuštru. Pripadao je imućnoj folksdojčerskoj obitelji odnosno onom dijelu njemačke narodnosne skupine koja je bila dio korpusa podunavskih Švaba. Kada je izbio Drugi svjetski rat, Treći je Reich iskoristio sve pripadnik njemačke manjine u drugim državama, pa tako i Šnajdera. Unovačila ga je u Wehrmacht. Do raspada Kraljevine Jugoslavije studirao je u Beogradu. Čim se zaratilo, vratio se kući i uskoro u uniformi vojnika Wehrmachta otišao je na Istočno ratište, gdje je uskoro ranjen. Kao ranjenik dolazi u neku bolnicu u Poljskoj, odakle bježi među poljske partizane. Među njima je dočekao kraj rata, iz kojeg se biciklom u Vinkovce. Bilješke o piscu u Šnajderovim knjigama od cijele te odiseje spominju samo neobjašnjivi boravak među poljskim partizanima. Budući da je Šnajder znao nepovoljno okružje u Jugoslaviji, jer je država bila puna vučjeg čopora mentalno-etničkih higijeničara koji su i poslije rata željeli proganjati neprijatelje, pa makar proganjali onog tko to nije, nije iznosio cijelu priču. Imao je dobar razlog za to: "higijeničarima" je ciljana populacija mogla biti svatko tko je bez obzira na razloge i motive, nosio odoru njemačkoga vojnika. Poslije rata, ljeta 1945. g. Hrvatska čitaonica u Vinkovcima ujedinila se s knjižnicom željezničara i tako nastaje Knjižnica i čitaonica Narodnog fronta. Đuro Šnajder je sudjelovao u obnovi rada Knjižnice.